# Life of Sound
『Life of Sound』（ライフ・オブ・サウンド）は、日本の音楽ユニット・girl next doorが2013年3月13日にavex traxから発売した5枚目のオリジナルアルバムである。

## 内容
前作『SINGLE COLLECTION』から約1年ぶり、オリジナルアルバムとしては前作『アガルネク!』から約1年3か月ぶりの作品。
前作まで共同制作者として参加したKenn Katoと水上裕規が不参加となり、代わって共同編曲とサウンドプロデュースを五十嵐充が担当した。
ジャケットが異なるCD+2DVD規格とCD+Blu-ray規格盤、CD規格の3形態で発売され、DVD及びBlu-rayには既発シングルの表題曲のミュージック・ビデオと、前年2月3日から3月30日に全国のライブハウスで敢行されたライブツアー『girl next door Live Tour 2012 〜Best Collection～』から最終日の東京・Shibuya O-EAST公演の模様が収録された。

## 収録曲
| #         | タイトル             | 作詞      | 作曲      | 編曲                             | 時間  |
| --------- | -------------------- | --------- | --------- | -------------------------------- | ----- |
| 1.        | 「笑顔の軌跡」       | 千紗      | 鈴木大輔  | girl next door & 五十嵐充        | 4:06  |
| 2.        | 「恋の予感」         | 千紗      | 鈴木大輔  | girl next door & 五十嵐充 & ats- | 4:05  |
| 3.        | 「signal」           | 五十嵐充  | 鈴木大輔  | girl next door & 五十嵐充        | 4:26  |
| 4.        | 「涙の夕暮れ」       | 千紗      | 井上裕治  | girl next door & 五十嵐充        | 4:09  |
| 5.        | 「my little wish」   | 千紗      | 鈴木大輔  | girl next door & 五十嵐充        | 4:41  |
| 6.        | 「all my life」      | 五十嵐充  | 鈴木大輔  | girl next door & 五十嵐充        | 3:50  |
| 7.        | 「初雪」             | 千紗      | 鈴木大輔  | girl next door & 五十嵐充        | 5:28  |
| 8.        | 「kotodama」         | 千紗      | 井上裕治  | girl next door & 五十嵐充 & ats- | 4:14  |
| 9.        | 「standing for you」 | 五十嵐充  | 鈴木大輔  | girl next door & 五十嵐充        | 4:22  |
| 10.       | 「My pace」          | 千紗      | 鈴木大輔  | girl next door & 五十嵐充        | 3:36  |
| 11.       | 「mother」           | 千紗      | 鈴木大輔  | girl next door & 五十嵐充        | 4:56  |
| 合計時間: | 合計時間:            | 合計時間: | 合計時間: | 合計時間:                        | 47:53 |

### 解説
1. 笑顔の軌跡
2. 恋の予感
3. signal
15thシングルの表題曲。
4. 涙の夕暮れ
5. my little wish
6. all my life
16thシングルの表題曲。
7. 初雪
8. kotodama
9. standing for you
17thシングルの表題曲。
10. My pace
11. mother

## 収録映像曲
本編
1. 偶然の確率
2. Drive away
3. Seeds of dream
4. Be your wings
5. 運命のしずく～Destiny's star～
6. Freedom
7. Winter Game
8. Jump
9. Orion
10. Silent Scream
11. 情熱の代償
12. snowflakes
13. ブギウギナイト
14. Ready to be a lady
15. ROCK YOUR BODY
16. No.1
17. Summer Time
18. 君のもとへ
19. Infinity
20. ダダパラ!!

アンコール
1. signal
2. Your Story
3. ありがとう

## 参加ミュージシャン
girl next door
- 千紗：Vocal
- 鈴木大輔：Keyboards
- 井上裕治：Guitar

## タイアップ
- 日本テレビ系列情報ワイドショー『スッキリ!!』2012年5月度エンディングテーマ (#3)
- 日本テレビ系列生活情報番組『気になる通販ランキング!ポシュレデパート深夜店』オープニングテーマ (#3)
- エイチ・アイ・エス『海外ウエディング・ハネムーンキャンペーン』TV-CMソング (#6)
- 日本テレビ系列音楽バラエティ番組『ハッピーMusic』パワープレイ (#6)
- 札幌テレビ系情報バラエティ番組『ジョシスタ』2012年9月度オープニングテーマ (#6)
- 日本テレビ系列音楽番組『音龍門 〜MUSIC DRAGON GATE〜』エンディングテーマ (#9)